# أليكس كارينغتون
أليكس كارينغتون (بالإنجليزية: Alex Carrington)‏ هو لاعب كرة قدم أمريكية أمريكي، ولد في 19 يونيو 1987 في توبيلو في الولايات المتحدة.

## وصلات خارجية
- أليكس كارينغتون على موقع مرجع كرة القدم المحترفة.كوم (الإنجليزية)